# ساری سو، گوی‌گول
ساری‌سو (ترکی آذربایجانی: Sarısu) یک منطقهٔ مسکونی در جمهوری آرتساخ است که در استان شاهومیان واقع شده‌است. ساری‌سو ۴۴۸ نفر جمعیت دارد.